# کونگ-فو
کونگ-فو (لهستانی: Kung-fu) یک فیلم درام دلهره‌آور روان‌شناختی لهستانی است که در سال ۱۹۷۹ ساخته و در سال ۱۹۸۰ شد.

## گزیدهٔ بازیگران
- دانیل اولبریخسکی
- پیوتر فرونچوسکی
- آندژی سورین
- آنا سنیوک
- برونیسواف چیشلاک
- یانوش گایوس
- کشیشتف یانچار
- یژی کاماس
- کشیشتف کوالفسکی
- زجیسواف کوژنیار
- پاوئو نوویش
- ادوین پتریکات
- یانوش وایس
- زبیگنیف زاپاشیه‌ویچ
- یژی موس
- هالینا اسکوچینسکا